# Gávská kultura
Gávská kultura byla archeologická kultura v 13. – 11. století př. n. l. (tedy v mladší době bronzové) v severovýchodním Maďarsku, na Podkarpatské Rusi, Sedmihradsku, Moldavsku a na východním Slovensku (Východoslovenská nížina, Košická kotlina a některých oblastech Šariše), v širším smyslu až do 8. století př. n. l. (tedy v pozdní době bronzové), ale tehdy už jen zejména na východním Slovensku a v přilehlé Podkarpatské Rusi (zejména tzv. Somotorský typ). V pozdní době bronzové na ni zejména na Ukrajině navázala gávsko-holihradská kultura (gávsko-holihradský kulturní komplex), která v širším smyslu zahrnuje i (pozdní) gávskou kulturu.
Je pojmenovaná podle pohřebiště Gáva v Maďarsku. Pojmenovala ji A. Mozsolicsová v roce 1957.
Vznikla z otomanské kultury a kultury Suciu de Sus.

## Slovensko
Na východním Slovensku kolem roku 1200 př. n. l. nahradila pilinskou kulturu a kulturu Suciu de Sus. Trvala zde až do konce doby bronzové – zhruba do roku 750 př. n. l.
Charakteristické je budování hradišť (Lysá Stráž, Nižný Tvarožec-Pivničky, Šarišské Sokolovce, Obišovce, Koňuš-Starý Koňuš, Hradová hura), svérázná keramika a rozsáhlá metalurgie bronzu (šperky, zbraně, pancíře, přilby, soupravy na pití, nádoby). Vzácným příkladem pokročilých bronzařských technik je nález zadní části plechového pancíře v Čierné nad Tisou. Z Obišovců pochází unikátní nález dvou bronzových kol se 4 špicemi pocházejících z lehkého dvoukolového bojového vozu (bigy), taženého koňmi.
V závěrečné fázi gávské kultury (Ha B3 – 8. století př. n. l.) se na Slovensku a na přilehlé Ukrajině hovoří o tzv. somotorském typu (Somotor – hradiště a pohřebiště; Vojatín – pohřebiště).